# Clipse
Clipse, também conhecido como The Clipse (pronunciado como eclipse) é uma dupla de hip hop dos Estados Unidos originária de Virginia Beach, Virgínia. Formado em 1994 pelos irmãos Gene "Malice" e Terrence "Pusha T" Thornton, o grupo ficou conhecido por seu estilo agressivo e pelas letras voltadas ao tráfico de drogas. Pusha T era conhecido como Terrar nos primeiros anos da dupla, enquanto Malice usava o nome Malicious.
Os dois foram descobertos pelo produtor e conterrâneo Pharrell Williams, que os incentivou a formar um duo. Williams atuou como produtor executivo e principal nos dois primeiros álbuns do Clipse, como parte da dupla The Neptunes, além de aparecer frequentemente como convidado. Pharrell conseguiu que o Clipse assinasse com a Elektra Records, pela qual gravaram o álbum Exclusive Audio Footage. No entanto, o álbum foi arquivado e a dupla foi dispensada pela gravadora após o fraco desempenho do single "The Funeral".
Em 2001, Pharrell os contratou como o primeiro ato do selo Star Trak Entertainment, recém-criado em parceria com a Arista Records. O álbum de estreia, Lord Willin' (2002), alcançou o 4.º lugar na Billboard 200, recebeu certificado de ouro pela RIAA e foi aclamado pela crítica. Após atrasos devido à reestruturação das gravadoras, os dois álbuns seguintes — Hell Hath No Fury (2006) e Til the Casket Drops (2009) — foram igualmente elogiados pela crítica, embora com desempenho comercial modesto. Em 2010, o duo entrou em hiato e ambos os membros seguiram carreiras solo.
O Clipse reuniu-se oficialmente em 2019 para participar, ao lado de Kenny G, da canção "Use This Gospel" do álbum Jesus Is King, de Kanye West. O quarto álbum de estúdio da dupla, Let God Sort Em Out, foi autopublicado (com distribuição pela Roc Nation Distribution) em 11 de julho de 2025, sendo amplamente aclamado. Produzido inteiramente por Pharrell Williams, o disco foi precedido pelos singles "Ace Trumpets", "So Be It" e "Chains & Whips".

## História

### 1993–2000: Formação eExclusive Audio Footage
Os irmãos Thornton nasceram no Bronx, em Nova Iorque, e, em 1979, sua família se mudou para Virginia Beach, no estado da Virgínia. Foi nesse local que os irmãos foram expostos ao tráfico ilegal de cocaína, temática que se tornaria essencial em sua carreira musical. No ensino fundamental, Malice começou a fazer rap em um grupo chamado Def Dual Productions, cujo produtor era seu colega de classe Timbaland, na época conhecido como DJ Timmy Tim. Nessa época, Malice também começou a vender drogas, atividade que se tornaria a base temática de grande parte das letras da dupla. Um amigo em comum o apresentou a Chad Hugo em 1988, com quem começou a gravar músicas como artista solo. Em 1990, conheceu os amigos de Hugo — Magoo, Larry Live e Pharrell Williams — por meio de outros conhecidos.
Williams e Hugo formaram o duo de produção The Neptunes alguns anos depois e continuaram gravando com Malice. Após se formar no ensino médio, em 1991, Malice alistou-se no Exército dos Estados Unidos como mecânico de geradores para sustentar a família. Apenas em 1994, após o término do serviço militar, os irmãos começaram a gravar juntos. Pusha, cinco anos mais novo, passou a acompanhar o irmão nas sessões de gravação na casa de Hugo. Eventualmente decidiu começar a rimar também, e eles gravaram sua primeira música juntos, "Thief in the Night", com vocais de Pharrell, que sugeriu que formassem uma dupla, inicialmente chamada Full Eclipse, mais tarde encurtada para Clipse.
Com apoio dos Neptunes, o Clipse conseguiu um contrato com a Elektra Records em 1996. Com produção do duo, o Clipse gravou seu álbum de estreia, Exclusive Audio Footage. O primeiro single, "The Funeral", gerou algum interesse, mas teve desempenho modesto nas paradas. Considerado um fracasso comercial, o álbum acabou engavetado. Pouco depois, o Clipse foi dispensado pela Elektra, embora cópias promocionais do disco tenham circulado e ele tenha sido oficialmente lançado via Spotify em 2 de maio de 2022.

### 2001–2002: Ascensão eLord Willin
No início de 2001, Pharrell Williams assinou contrato com o Clipse por meio de sua recém-criada gravadora Star Trak Entertainment, afiliada à Arista Records. Com o suporte do selo e produção dos Neptunes, a dupla começou a gravar seu primeiro álbum comercial. O single "Grindin'" foi lançado em 14 de maio de 2002 e tornou-se um sucesso imediato, alcançando a 30.ª posição na Billboard Hot 100. A faixa tornou-se a mais conhecida da carreira da dupla, sendo incluída em diversas listas de melhores do ano. O segundo single, "When the Last Time", lançado em 30 de julho, tornou-se o maior sucesso comercial da dupla, chegando ao 19.º lugar na mesma parada e permanecendo nela por 21 semanas.
O álbum de estreia comercial, Lord Willin', foi lançado em 20 de agosto de 2002. Estreou no topo da parada Top R&B/Hip-Hop Albums da Billboard e em quarto lugar na Billboard 200, com 122 mil cópias vendidas na primeira semana. Em 1.º de outubro de 2002 — um mês após seu lançamento — o álbum foi certificado com disco de ouro pela RIAA.
O terceiro single, "Ma, I Don't Love Her", com participação de Faith Evans, foi lançado em 3 de dezembro de 2002. Obteve desempenho moderado, alcançando o 86.º lugar na Billboard Hot 100 e permanecendo na parada por seis semanas.
Ainda em 2002, o Clipse participou do primeiro single solo de Justin Timberlake, "Like I Love You", outro hit produzido pelos Neptunes, que chegou à 11.ª posição na Billboard Hot 100. A dupla também colaborou na faixa "What Happened to That Boy", de Birdman, e Pusha T participou do segundo single da cantora Nivea, "Run Away (I Wanna Be with U)", que atingiu a 47.ª colocação na Austrália. Em 2003, o Clipse embarcou em turnê com o rapper 50 Cent.

### 2003–2006: Disputa com gravadora eHell Hath No Fury
No final de 2003, o Clipse começou a gravar material para seu segundo álbum, Hell Hath No Fury. No entanto, o trabalho no disco foi interrompido em 2004, quando os artistas do catálogo urbano da Arista Records foram transferidos para sua gravadora-irmã Jive Records, como parte de uma fusão entre a Sony Music Entertainment e a BMG. Por questões contratuais, o Clipse foi forçado a permanecer na Jive, enquanto a Star Trak e os demais artistas do selo migraram para a Interscope Records.

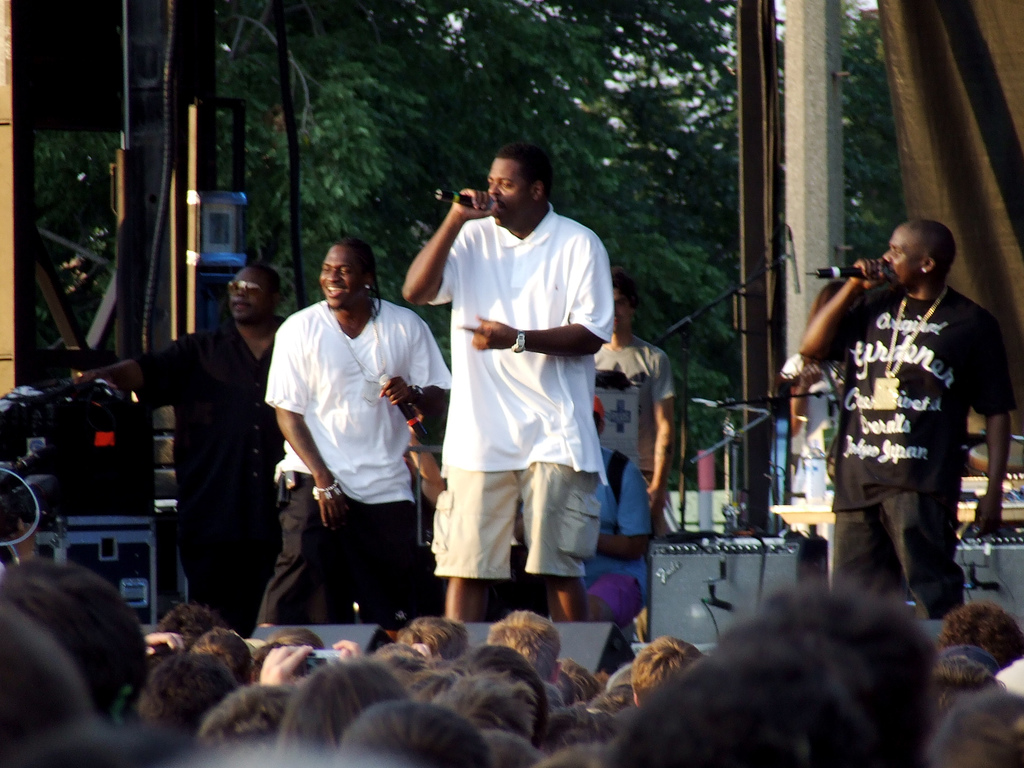
Pusha T e No Malice do Clipse se apresentando com Ab-Liva, do grupo Re-Up Gang.

Embora o Clipse tenha retomado as gravações e eventualmente finalizado o álbum, a dupla passou a demonstrar frustração crescente com a Jive, que priorizava artistas mais voltados ao pop e adiava repetidamente o lançamento de Hell Hath No Fury. Com o avanço dos atrasos, o grupo solicitou formalmente a rescisão do contrato, o que foi negado pela gravadora, levando-os a mover uma ação judicial. Durante o litígio, o Clipse lançou material inédito por meio da série de mixtapes We Got It 4 Cheap, em colaboração com os rappers de Filadélfia Ab-Liva e Sandman, como o coletivo Re-Up Gang.
We Got It 4 Cheap Vol. 1, lançado em 2004, foi a primeira coletânea oficial do Clipse desde o álbum de estreia Lord Willin' e recebeu críticas positivas. O Vol. 2, lançado em 2005, foi amplamente aclamado e é considerado uma das melhores mixtapes da década de 2000. A revista Pitchfork posicionou a mixtape no 130.º lugar em sua lista dos 200 melhores álbuns dos anos 2000, e no 2.º lugar em sua lista das 50 melhores mixtapes de rap do milênio.
Em 9 de maio de 2006, o Clipse finalmente chegou a um acordo com a Jive Records para lançar o álbum em parceria com seu próprio selo, a Re-Up Records. No mesmo mês, a dupla excursionou com Ice Cube e agendou o lançamento do disco para 29 de agosto.
O primeiro single, "Mr. Me Too", com Pharrell Williams, foi lançado em 23 de maio de 2006 e alcançou a 65.ª posição na parada Hot R&B/Hip-Hop Songs. Contudo, o álbum teve seu lançamento adiado para 31 de outubro. Na nova data, o Clipse lançou outro single, "Wamp Wamp (What It Do)", com Slim Thug, que alcançou a 96.ª posição na mesma parada. Hell Hath No Fury foi finalmente lançado em 28 de novembro de 2006, recebendo aclamação universal da crítica, sendo considerado por muitos como o melhor trabalho da dupla. A revista XXL concedeu ao disco uma nota "XXL", equivalente a cinco estrelas — feito até então alcançado por apenas cinco álbuns. O disco possui média de 89 pontos no Metacritic. Estreou em 14.º lugar na Billboard 200, com 80 mil cópias vendidas na primeira semana. Posteriormente, o álbum figurou em diversas listas de melhores do ano e da década e é amplamente citado como um dos melhores álbuns dos anos 2000.

### 2007–2009: Columbia Records eTil the Casket Drops
Em entrevista concedida ao jornal Eye Weekly em 19 de maio de 2007, o Clipse revelou ter sido oficialmente liberado de seu contrato com a Jive Records. Após negociações com diversas gravadoras, a dupla assinou com a Columbia Records em 26 de outubro de 2007.
Em 5 de fevereiro de 2008, a dupla lançou a terceira mixtape da série We Got It 4 Cheap, disponibilizada gratuitamente em seu site oficial. No dia 8 de agosto de 2008, foi lançado o álbum de estreia do Re-Up Gang, intitulado Clipse Presents: The Re-Up Gang, através da Koch Records. O primeiro single, "Fast Life", foi produzido por Scott Storch e originalmente seria incluído no terceiro álbum do Clipse, mas foi destinado ao projeto do Re-Up Gang. Apenas Malice e Pusha T aparecem na faixa. Este é o único álbum de estúdio do coletivo, já que após seu lançamento o rapper Sandman deixou o grupo.
Em novembro de 2008, o Clipse anunciou o lançamento de sua marca de roupas, a Play Cloths. Para promover a grife e o álbum que estava por vir, foi lançada a mixtape Road to Till the Casket Drops em 1.º de dezembro de 2008.

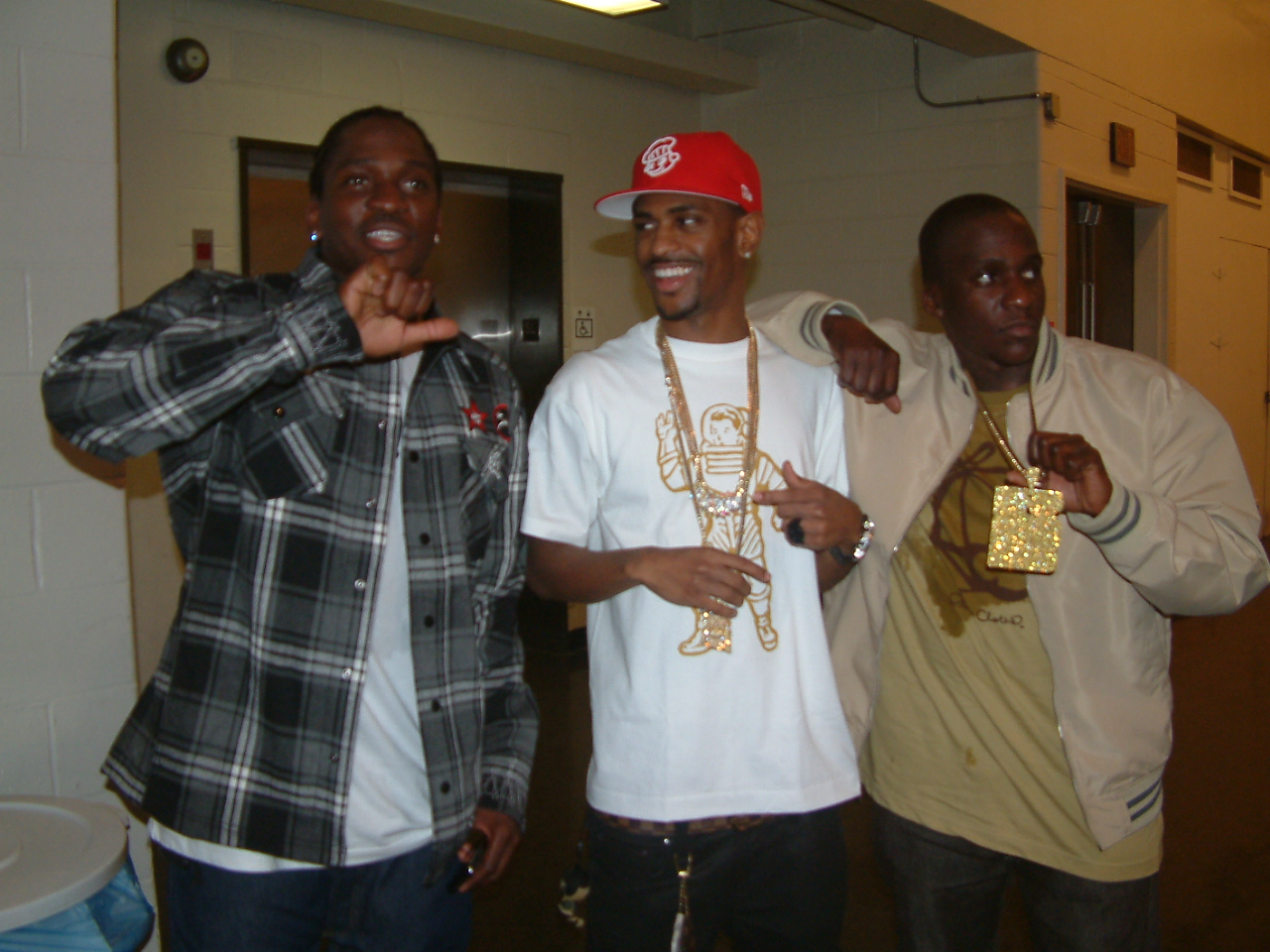
Clipse com o rapper Big Sean, em 2009

O terceiro álbum de estúdio da dupla, Til the Casket Drops, foi lançado em 8 de dezembro de 2009. Diferentemente dos trabalhos anteriores, que contavam exclusivamente com produção dos The Neptunes, o álbum também teve faixas produzidas pela equipe The Hitmen, do selo Bad Boy Records, e por DJ Khalil. Comercialmente, o álbum teve desempenho inferior aos dois anteriores, estreando na 41.ª posição da Billboard 200 e vendendo cerca de 31 mil cópias na primeira semana.

### 2010–2017: Carreiras solo e hiato
Em um concerto realizado em 30 de abril de 2010, Malice anunciou que ele e Pusha T lançariam álbuns solo ainda naquele ano. Em 12 de setembro de 2010, Pusha T confirmou à MTV que havia assinado contrato com a gravadora G.O.O.D. Music, de Kanye West. Ele colaborou com Kanye em seu álbum de 2010, My Beautiful Dark Twisted Fantasy, participando do single de sucesso "Runaway". Posteriormente, iniciou uma bem-sucedida carreira solo, com o lançamento de quatro álbuns de estúdio. Em 2015, foi nomeado presidente da G.O.O.D. Music.
Em 2011, Malice publicou o livro Wretched, Pitiful, Poor, Blind & Naked. A obra é uma autobiografia que relata sua vida, incluindo o medo de contrair HIV e sua conversão ao cristianismo. Em 2012, ele mudou seu nome artístico para No Malice, por considerar que seu antigo nome carregava uma conotação negativa, enquanto ele desejava transmitir mensagens positivas. No mesmo ano, colaborou com Lecrae na mixtape Church Clothes, na canção "Darkest Hour".
Em 2013, No Malice lançou seu primeiro álbum de estúdio solo, Hear Ye Him, pelo selo Reinvision, que contou com a participação de Pusha T na faixa "Shame the Devil", marcando uma reunião entre os irmãos. Em 2016, lançou o documentário The End of Malice, no qual relata o momento exato da separação do Clipse e suas razões. Seu segundo álbum de estúdio, Let the Dead Bury the Dead, foi lançado em 2017, também pela Reinvision.
Apesar de diversos rumores sobre uma reunião do Clipse, No Malice afirmou durante o festival SXSW, em 2014, que a dupla havia chegado ao fim e não haveria um novo álbum do Clipse. No entanto, em 2016, ele sinalizou abertura à possibilidade de uma reunião, afirmando: "Aprendi a nunca dizer nunca, e não fecho as portas para nada. Na verdade, eu gostaria de ver o Clipse reunido... Já disse antes, meu irmão e eu faríamos sopa de palhaço com todos esses MCs. Isso eu sei."

### 2019–presente: Retorno eLet God Sort Em Out
Em 2019, o Clipse reuniu-se para participar do álbum Jesus Is King, de Kanye West, na faixa "Use This Gospel". Pusha T comentou sobre a colaboração da dupla em uma entrevista à revista Vulture, afirmando: "Sou o irmão mais novo, cara. Quero dizer, estou mais feliz do que — nem sei expressar isso!". Ele também declarou que "Toda a temática do álbum Jesus Is King fala totalmente com onde meu irmão está agora". Em 2022, o Clipse reuniu-se novamente na faixa "Punch Bowl", produzida por The Neptunes, no álbum I Know Nigo!, do estilista e DJ japonês Nigo. Eles também aparecem juntos na faixa "I Pray for You", do álbum It's Almost Dry, de Pusha T, também lançado em 2022, sendo creditado novamente como Malice.
A dupla estreou uma nova música em junho de 2024, intitulada "Birds Don't Sing", durante um desfile da Louis Vuitton. Logo depois, anunciaram que estavam trabalhando em novas músicas e em um novo álbum, inteiramente produzido por Pharrell Williams. O Clipse revelou o título do próximo álbum de estúdio, Let God Sort Em Out, o primeiro desde 2009, com participações potenciais de Kendrick Lamar, Nas, John Legend e Stove God Cooks, entre outros. No fim de 2024, No Malice anunciou que a dupla havia assinado contrato com a Def Jam Recordings para o lançamento do novo álbum.
No dia 30 de maio de 2025, o Clipse lançou "Ace Trumpets", como o primeiro single do novo álbum, gravado em grande parte na sede da Louis Vuitton, em Paris, França, e lançado oficialmente em 11 de julho, em colaboração com a Roc Nation.
Em junho de 2025, em entrevista à revista GQ, a dupla revelou que havia sido dispensada da gravadora Def Jam, assim como Pusha T enquanto artista solo, além de confirmar a participação de Kendrick Lamar no álbum Let God Sort Em Out. No dia seguinte, o empresário de longa data de Pusha T, Steven Victor, revelou em entrevista à revista Billboard que o rapper precisou pagar uma quantia milionária (não revelada) para encerrar o contrato com a Def Jam, tanto para si quanto para a dupla, alegando ainda que a gravadora vinha bloqueando colaborações e lançamentos do artista desde a disputa pública com o rapper Drake, iniciada em 2018.
Uma faixa promocional final, "So Be It", foi enviada a DJs e pré-estreada em 16 de junho. A música foi lançada oficialmente no dia seguinte, acompanhada de um videoclipe, e a revista GQ publicou um artigo complementar com trechos inéditos da entrevista anterior, detalhando a canção e destacando versos de Pusha T em que ele faz um diss ao ex-colega de gravadora Travis Scott.

## Temas líricos
As canções do Clipse frequentemente abordam o tráfico de drogas, especialmente de cocaína, utilizando-se, muitas vezes, de metáforas para se referir a essa atividade. Isso levou alguns críticos a descreverem o estilo da dupla como "coke rap", categoria que também inclui artistas como Raekwon e Young Jeezy. Outros temas recorrentes incluem festas, armas, relações sexuais e infidelidade, além de ostentação.

## Discografia
Álbuns de estúdio
- Lord Willin' (2002)
- Hell Hath No Fury (2006)
- Til the Casket Drops (2009)
- Let God Sort Em Out (2025)

Mixtapes
- We Got It 4 Cheap, Volume 1 (2004)
- We Got It 4 Cheap, Volume 2 (2005)
- We Got It 4 Cheap, Volume 3 (2008)
- Road to Til the Casket Drops (2008)